# Margitta Gummel
Margitta Helmbold-Gummel (Magdeburgo, 29 giugno 1941 – Wietmarschen, 26 gennaio 2021) è stata una pesista tedesca, vincitrice della medaglia d'oro alle Olimpiadi di Città del Messico nel 1968.

## Biografia
Alle olimpiadi del 1964 giunse quinta nella sua specialità, ai Giochi della XIX Olimpiade vinse l'oro nel getto del peso superando la connazionale Marita Lange (medaglia d'argento) e la sovietica Nadežda Čižova, Alle successive olimpiadi vinse una medaglia d'argento. Ai Campionati europei di atletica leggera vinse tre medaglie d'argento.
Come diversi atleti della ex Germania Est, anche il nome di Margitta Gummel è successivamente stato menzionato tra quelli a cui sarebbero state somministrate sostanze dopanti, in particolare steroidi.

## Palmarès
| Anno | Manifestazione  | Sede              | Evento         | Risultato | Misura  | Note                              |
| ---- | --------------- | ----------------- | -------------- | --------- | ------- | --------------------------------- |
| 1964 | Giochi olimpici | Tokyo             | Getto del peso | 5ª        | 16,91 m |                                   |
| 1966 | Europei indoor  | Dortmund          | Getto del peso | Oro       | 17,30 m |                                   |
| 1966 | Europei         | Budapest          | Getto del peso | Argento   | 17,05 m |                                   |
| 1968 | Europei indoor  | Madrid            | Getto del peso | Argento   | 17,62 m |                                   |
| 1968 | Giochi olimpici | Città del Messico | Getto del peso | Oro       | 19,61 m | Record mondiale · Record olimpico |
| 1969 | Europei         | Atene             | Getto del peso | Argento   | 19,58 m |                                   |
| 1971 | Europei indoor  | Sofia             | Getto del peso | Argento   | 19,50 m |                                   |
| 1971 | Europei         | Helsinki          | Getto del peso | Bronzo    | 19,22 m |                                   |
| 1972 | Giochi olimpici | Monaco di Baviera | Getto del peso | Argento   | 20,22 m | Miglior prestazione personale     |